# Vrilletta blaisdelli
Vrilletta blaisdelli är en skalbaggsart som beskrevs av Henry Clinton Fall 1905. Vrilletta blaisdelli ingår i släktet Vrilletta och familjen trägnagare. Inga underarter finns listade i Catalogue of Life.